# Stephen Gaghan
Stephen Gaghan (Louisville, 6 de maio de 1965) é um roteirista e cineasta estadunidense. Ele é conhecido por escrever o roteiro do filme Traffic: Ninguém Sai Limpo, de Steven Soderbergh, baseado em uma série do Channel 4, pela qual ganhou o Oscar, assim como Syriana - A Indústria do Petróleo, que ele escreveu e dirigiu.

## Filmografia

### Cinema
| Ano  | Filme                             | Diretor | Escritor | Notas                                                                                             |
| ---- | --------------------------------- | ------- | -------- | ------------------------------------------------------------------------------------------------- |
| 2000 | Regras do Jogo                    | Não     | Sim      |                                                                                                   |
| 2000 | Traffic: Ninguém Sai Limpo        | Não     | Sim      | Oscar de melhor roteiro adaptado BAFTA de melhor roteiro adaptado Globo de Ouro de melhor roteiro |
| 2002 | Sem Pistas                        | Sim     | Sim      |                                                                                                   |
| 2004 | O Álamo                           | Não     | Sim      |                                                                                                   |
| 2005 | Garotas sem Rumo                  | Não     | Sim      |                                                                                                   |
| 2005 | Syriana - A Indústria do Petróleo | Sim     | Sim      | Indicado – Oscar de melhor roteiro original                                                       |
| 2016 | Ouro e Cobiça                     | Sim     | Não      | Indicado – Globo de Ouro de melhor canção original (Para a canção "Gold")                         |
| 2020 | As Aventuras do Dr. Dolittle      | Sim     | Sim      |                                                                                                   |